# Thraupis
Thraupis is een vogelgeslacht uit de familie Thraupidae (Tangaren). Hij komt voor van Mexico tot Argentinië. Het geslacht telt zeven soorten.

## Soorten
- Thraupis abbas – Geelvleugeltangare
- Thraupis cyanoptera – Azuurschoudertangare
- Thraupis episcopus – Bisschopstangare
- Thraupis glaucocolpa – Blauwgroene tangare
- Thraupis ornata – Goudschubtangare
- Thraupis palmarum – Palmtangare
- Thraupis sayaca – Sayacatangare

## Galerij

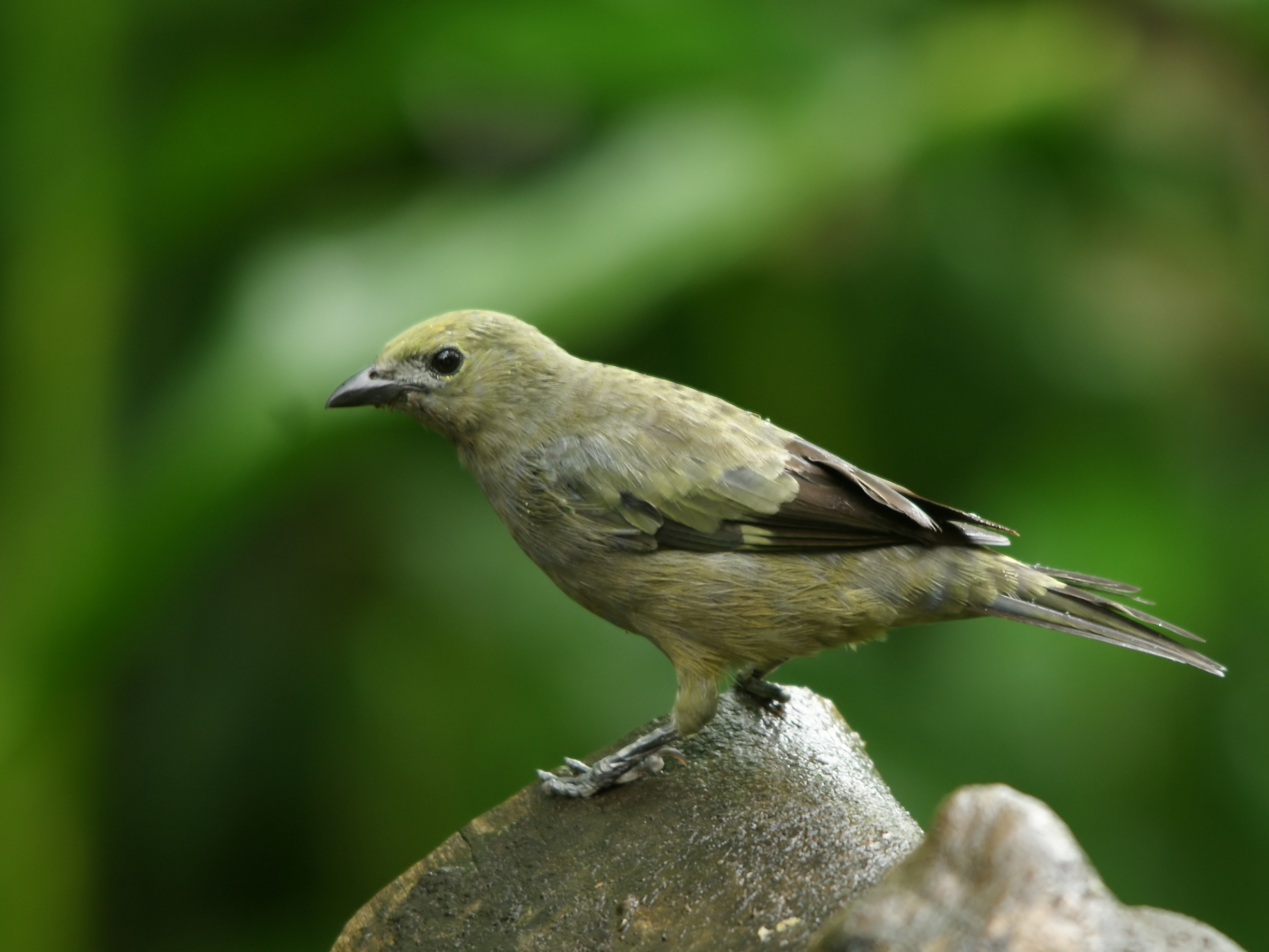
Thraupis palmarum
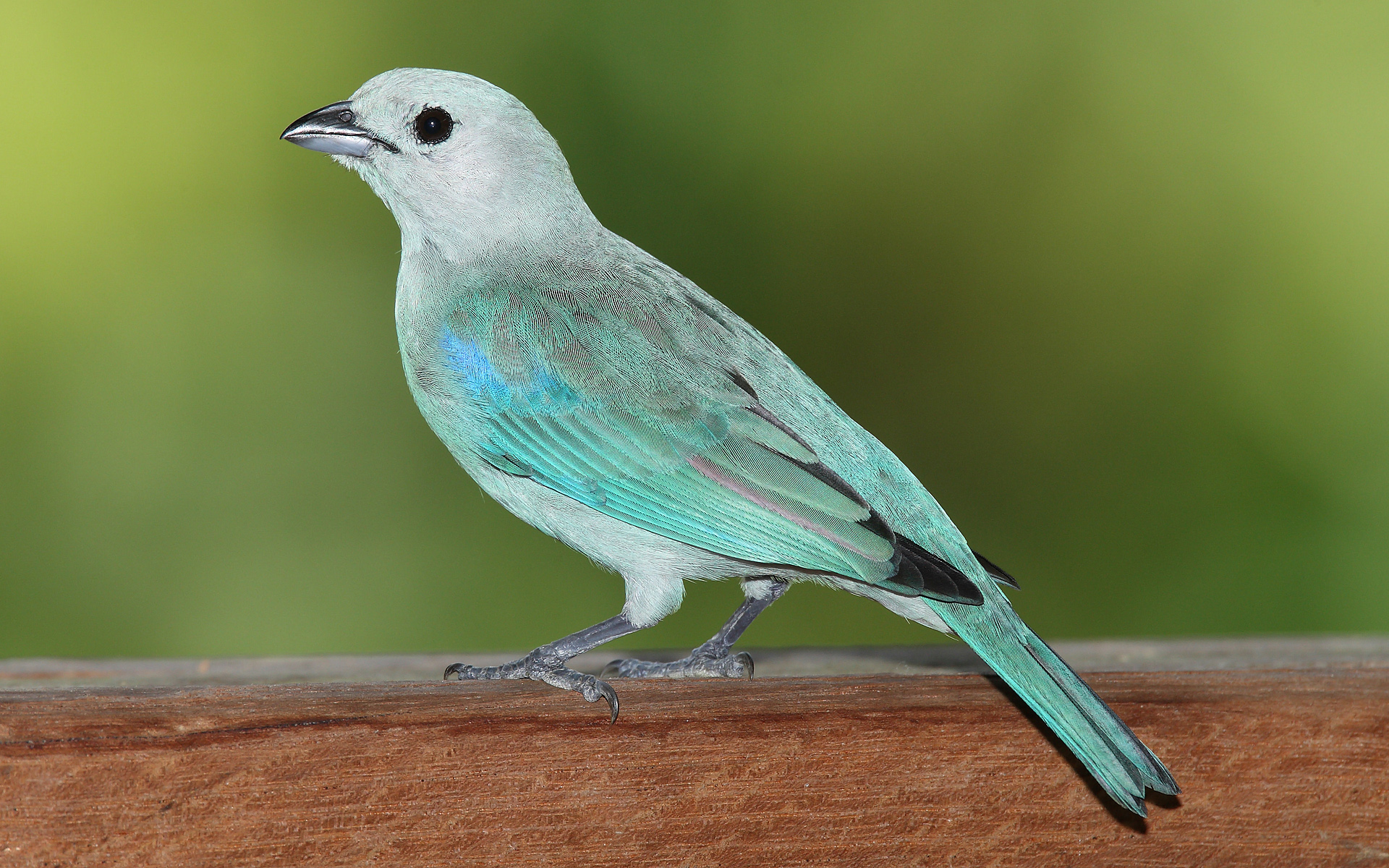
Thraupis episcopus
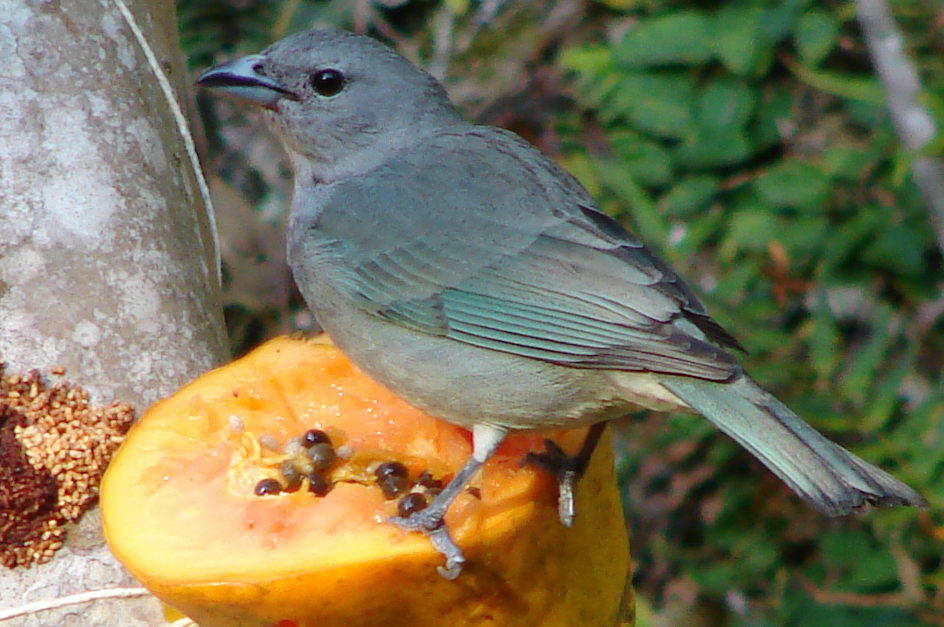
Thraupis sayaca